# 凉山乡 (邻水县)
凉山乡（涼山公社），是中華人民共和國四川省鄰水縣曾经下辖的一个乡。

## 沿革[2]
- 1981年12月，為在一個地區內公社不重名，達縣地區行署批准，將大石人民公社管委會改為涼山人民公社管委會。1984年1月，根據中共中央體制改革要求，縣委又決定撤銷涼山人民公社管委會，建立涼山鄉人民政府。
- 2019年12月，撤销凉山乡，将所属行政区域划归丰禾镇管辖。[3]

## 行政区划
凉山乡撤销前下辖以下地区：
東香街社區、關口村、攔馬石村、小石橋村、新市村、石樹村、鵝公嘴村、跳溝村、斷橋村。